# Cuesta de Javalquinto
La cuesta de Javalquinto es una vía pública de la ciudad española de Madrid, situada en el barrio de Palacio, distrito Centro.

## Descripción
La cuesta termina en la esquina con la calle de Segovia. Aparece descrita en Las calles de Madrid (1889) de Hilario Peñasco de la Puente y Carlos Cambronero con las siguientes palabras:

Javalquinto (Cuesta de). Esta cuesta arranca desde el Campillo de las Vistillas y termina en la casa que hace esquina á la calle de Segovia. Llámase de Javalquinto porque en lo antiguo tenía el Marqués de este título terrenos en aquellos contornos, y se sabe que vivía, en tiempo de Felipe IV, junto á San Pedro, en la casa donde hoy se halla la embajada de Austria.
(Peñasco de la Puente y Cambronero, 1889, p. 275)